# Blas Emilio Atehortúa
Blas Emilio Atehortúa (* 22. Oktober 1943 in Santa Elena/Antioquia; † 5. Januar 2020 in Bucaramanga) war ein kolumbianischer Komponist.
Atehortua studierte Musiktheorie, Harmonielehre, Kontrapunkt, Komposition, Violine und Viola am Instituto Bellas Artes de Medellín, dann Orchesterleitung und Komposition am Konservatorium der Universidad Nacional de Colombia in Bogotá. Mit einem Stipendium setzte er 1963 bis 1964 und 1966 bis 1968 seine Ausbildung am Centro Latinoamericano de Altos Estudios Musicales des Instituto Torcuato di Lelia in Buenos Aires fort, wo er Komposition und Orchestration beim Institutsleiter Alberto Ginastera, bei Aaron Copland, Luigi Dallapiccola, Riccardo Malipiero, Olivier Messiaen, Luigi Nono, Bruno Maderna, Cristóbal Halffter, Iannis Xenakis, Gerardo Gandini und Earle Brown studierte. Eine Ausbildung in elektronischer Musik erhielt er bei Fernando von Reichenbach und José Vicente Asuar, in Filmmusik bei Maurice le Roux. Musikwissenschaftliche Seminare besuchte er bei Robert Stevenson, Lauro Ayestarán, Paola Suarez Uterbey und Gilbert Chase.
Zwischen 1968 und 1970 überarbeitete er in Buenos Aires eine Reihe seiner älteren Kompositionen unter Anleitung von Ginastera. Daneben studierte er Orchesterleitung bei Olav Roots in Bogotá und hatte Violin- und Violaunterricht bei Bohuslav Harvanek und Joseph Matza in Kolumbien und Panagiotis Kyrkiris in Argentinien. Später vervollkommnete er seine Ausbildung in den USA.
Von 1972 bis 1973 war Atehortúa Direktor des Conservatorio de Antioquia, danach bis 1977 Direktor des Konservatoriums der Universidad Nacional de Colombia. Er war Professor am Instituto Universitario de Estudios Musicales (IUDEM) in Caracas. Ab 1995 unterrichtete er an der Universidad Industrial de Santander (UIS) und der Universidad Autónoma de Bucaramanga (UNAB).

## Werke
- Intermezzo, 1958
- Pieza-Concierto para cuerdas, 1959
- Ensayo concertante für Violine, Viola, Cello und Streicher, 1960
- Konzert für Pauken und Streichorchester, 1961
- Tríptico para Orqestra, 1960
- Obertura simétrica, 1962
- Concerto grosso, 1963
- Tripartita für Sinfonieorchester, 1964
- Tres canciones corales sobre coplas colombianas, 1964
- Cantico delle creature, 1965
- Concerto da chiesa, 1965
- Relieves, 1966
- Syrigma 1, 1966
- Sonocromías, 1966
- Adagio y Allegro für Streichorchester, 1967
- Himno de tierra, amor y vida, 1967
- Estudios sinfónicos, 1968
- Un sueño de Liliana, Kinderoper, 1969
- Cuatro danzas para una leyenda guajira, 1970
- Divertimento a la manera de Mozart, 1970
- Konzert für Klavier und Orchester, 1970
- Konzert für Violine, Cembalo und Streichorchester, 1970
- Cántico y cántico fúnebre para orquesta, 1971
- Diagramas, 1971
- Apu Inka Atawalpaman, 1971
- Elegía a un hombre de paz, 1972
- Psico-Cosmos, 1972
- Partita para orquesta de cuerdas, 1972
- Pastiche para cuerdas en el estilo de Vivaldi, 1974
- Pastiche para cuerdas en el estilo de Haydn, 1974
- Réquiem de los niños, 1974
- Cuatro fantasías sinfónicas para Ballet, 1976
- Sh'ma Deuteronomio 6-4, 1976
- Suite colombiana para orquesta juvenil, 1976
- Música para fanfarria, 1977
- Música elegíaca, 1977
- Invenciones sinfónicas, 1977
- Soggetto da Vivaldi, 1977
- Tiempo-Americandina, Kantate, 1977–78
- Elegía a un adiós en enero, 1978
- De las rondas del viento de América, 1978
- Música para el tiempo de la Gran Colombia, 1978
- Jubileo 1978, 1979
- Desconcerto für Streichorchester, 1979
- Serenata für Streichorchester, 1979
- Padre nuestro de los niños de Benposta für Kinderchor, 1980
- Tres piezas corales a cappella, 1980
- Tiempo, Rondó-Danzón, 1980
- Concertus, Motette, 1980
- Simón Bolívar, 1980
- Rondó juvenil, 1980
- Serenata para cinco estaciones, 1980
- Dos madrigales para los niños de Benposta, 1980
- Konzert für Oboe und Bläserorchester, 1980
- Música para fanfarria, 1980
- Fantasía concertante für Klavier und Bläserorchester, 1981
- Cinco piezas a Béla Bartók, 1981
- Sinfonía Ibero-Granadina, 1981
- Oda a la América de Andrés Bello, Kantate, 1981
- Concertino para orquesta juvenil, 1981
- Brachot para Golda Meir, 1982
- Cuatro contradanzas sobre la época patriótica bolivariana para banda militar, 1982
- Juegos infantiles, 1982
- Tres preludios sinfónicos, 1982
- Suite para orquesta de cuerdas, 1982
- Laudate sie mi signore für gemischten Chor, 1982
- Kadish, 1982
- Cinco romances sefarditas, 1982
- Concertino für zwei Gitarren und Streichorchester, 1982
- Nocturno del Libertador, 1983
- El nacimiento del Nilo, Kantate, 1983
- Elegía de septiembre, 1983
- Cuatro piezas para vientos sobre tema de G. Gabrieli, 1983
- Invenciones para orq juvenil de arcos en primera posición, 1983
- Sinfonía elegía a Ginastera, 1983
- Suite pre-clásica (Homenaje a Telemann), 1984
- Homenaje a Frescobaldi, 1984
- Música para bronces (a Luis Pasos Moncayo), 1985
- Cinco invenciones para orq de vientos, 1985
- Musica d'orchestra para Béla Bartók, 1985
- Konzert für Violine und Orchester, 1985–87
- Partita sinfónica para dos orq, 1986
- Konzert für zwei Klaviere und Orchester, 1986
- Konzert für Trompete, Streichorchester und Schlagzeug, 1986
- Música de gala a la tierra paisa, suite sinfónica breve, 1987
- Suite sinfónica, 1988
- La otra guillotina, humoristisches Operntheater, 1988
- Música para orquesta de vientos y percussion, 1988–89
- Divertimento concertante für Mandoline, doppeltes Streichorchester und Schlagzeug, 1989
- Sinfonía para piano y orqestra, 1989
- Seis piezas infantiles, 1989
- Armenia, Obertura Festiva, 1989
- Coral, variaciones y final, 1990
- Sinfonía para Ana Frank, 1990
- Doble concierto para violin, viola y orqestra (Homenaje a W. A. Mozart), 1990
- Konzert für Klavier und Orchester, 1990
- Konzert für Cello und Orchester, 1990
- Concertino für Violine, Streichorchester, Harfe, Celesta und Pauken, 1990
- Cristoforo Colombo, 1991
- Éxodos, 1992
- Concierto No. 2 für Klavier und Orchester, 1992
- Concertino für Klavier und Streichorchester, 1993
- Concierto No. 2, für Violine und Streichorchester, 1993
- Réquiem del silencio, a la memoria de Guillermo Cano I. und Rodrigo Lara, 1984
- Gaudeamus, Kantate, 1993
- Musical Toys for a Baby Called Isabel, 1993
- Saludo a Colorado, 1993
- Obertura festiva, 1994
- Concertante antifonal, 1994
- Lírica para Olav, a Olav Roots, in memoriam, 20 años de su fallecimiento, 1994
- Fantasía-Cantata, 1994
- Cantata breve infantil de Navidad, 1994
- Concertino für Violine, Viola und Streichorchester, 1995
- Música incidental para la película Edipo Alcalde, 1996
- Latin American Fanfare, 1996
- Recitativo, Añoso y Allegro para Cuerdas al Estilo Barroco, 1996
- To the Wonderful Rivers of Pittsburgh, 1997
- A Latin American Dance on a Boat Table, 1997
- Musical Offering for TCU, Kantate, 1998
- Impromptu para banda, 1998
- Coral y Ostinato fantástico, 1998
- Concertino für Violine, Viola und Kammerorchester, 1998
- Concierto No. 2 für Cello und Orchester, 1998
- Konzert für Posaune und Blasorchester, 1999
- Concierto No. 3 für Klavier und Orchester, 2000
- Konzert für Oboe und doppeltes Streichorchester, 2000